# Bitwa o Kołobrzeg
Bitwa o Kołobrzeg – bitwa stoczona w dniach 4–18 marca 1945 roku w mieście Kołobrzeg, jedna z głównych bitew operacji pomorskiej podczas II wojny światowej.

## Geneza
Kołobrzeg w niemieckim systemie obronnym w 1945 spełniał rolę ważnego punktu ewakuacyjnego i bazy morskiej umożliwiającej między innymi lądowanie oddziałów desantowych przeznaczonych do uderzenia w skrzydło wojsk działających na kierunku berlińskim.
Wykorzystując podmiejskie tereny bagniste, rzekę Parsętę i Kanał Drzewny, Niemcy w 1944 roku rozpoczęli rozbudowę umocnień w mieście. W 1945 roku zbudowano system barykad, przystosowano do obrony budynki i stare forty ziemne położone w węzłowych punktach miasta. Siły obronne, liczące około 10 tysięcy żołnierzy, walczyły we współdziałaniu z jednostkami Kriegsmarine, dysponowały ciężkimi działami artylerii nabrzeżnej, artylerią okrętową, pociągiem pancernym, czołgami i działami pancernymi. W marcu 1945 roku miasto było przepełnione cywilnymi uchodźcami z Pomorza.

## Przebieg bitwy

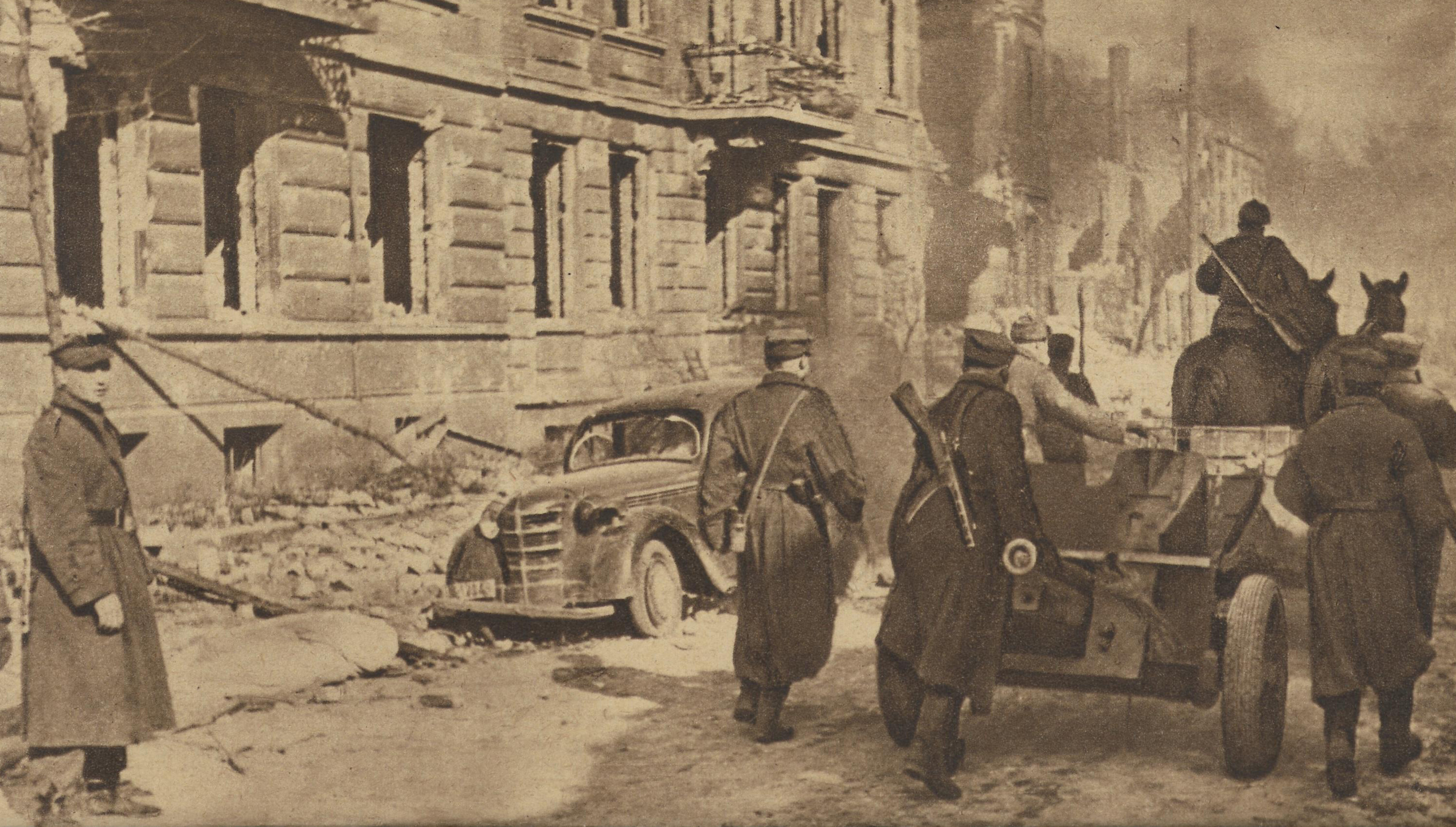
Polscy artylerzyści biorący udział w szturmie na kołobrzeski port

4 marca od zachodu wzdłuż ulicy Trzebiatowskiej do Kołobrzegu podeszły czołgi radzieckiej 45. Brygady Pancernej Gwardii płk Morgunowa z 1 Armii Pancernej, które podjęły nieudaną próbę zdobycia miasta z marszu. W dniu 5 marca niemiecki kontratak odrzucił wojska radzieckie w południowo-zachodniej części miasta.
Właściwe oblężenie miasta rozpoczęto się w dniu 7 marca, gdy zaatakowały jednostki 1 Armii WP. Od południowego zachodu uderzyły jednostki 6 Dywizji doprowadzając do głębokiego włamania. W dniu 8 marca 3 Dywizja zamknęła pierścień okrążenia od wschodu. Szczególnie ciężkie walki toczone są we wschodniej części o kościół św. Jerzego, a w zachodniej o Białe i Czerwone Koszary. Do 12 marca, w ciężkich walkach, przełamano zewnętrzny pierścień obronny zdobywając Białe i Czerwone Koszary.
Od 12 do 17 marca walczono o przełamanie drugiego pierścienia obrony i umocnionych obiektów w śródmieściu, 13 marca do walki wprowadzono 4 Dywizję Piechoty i 4 Pułk Czołgów Ciężkich. W dywizjach zorganizowano grupy szturmowe. W tym okresie 6 Dywizja zbliżyła się z południa do portu, opanowała Wyspę Solną i sforsowała rzekę Parsętę. 3 Dywizja i 18 Pułk 6 Dywizji, wspierane przez czołgi i działa pancerne, walczyły o Stare Miasto, zdobyły gazownię i podeszły do stacji kolejowej. 4 Dywizja zdobyła tor wyścigowy, lokomotywownię i warsztaty kolejowe. W rejonie dworca kolejowego zniszczony został niemiecki pociąg pancerny Panzerzug 72A, którego dowódcą był Gerhard Roeming.
14 marca 1945 roku radiostacja sztabu armii nadała do komendanta twierdzy, płk. Fullriede, wezwanie do poddania Kołobrzegu. Wobec odrzucenia propozycji kapitulacji oddziały 1 Armii wznowiły działania bojowe.

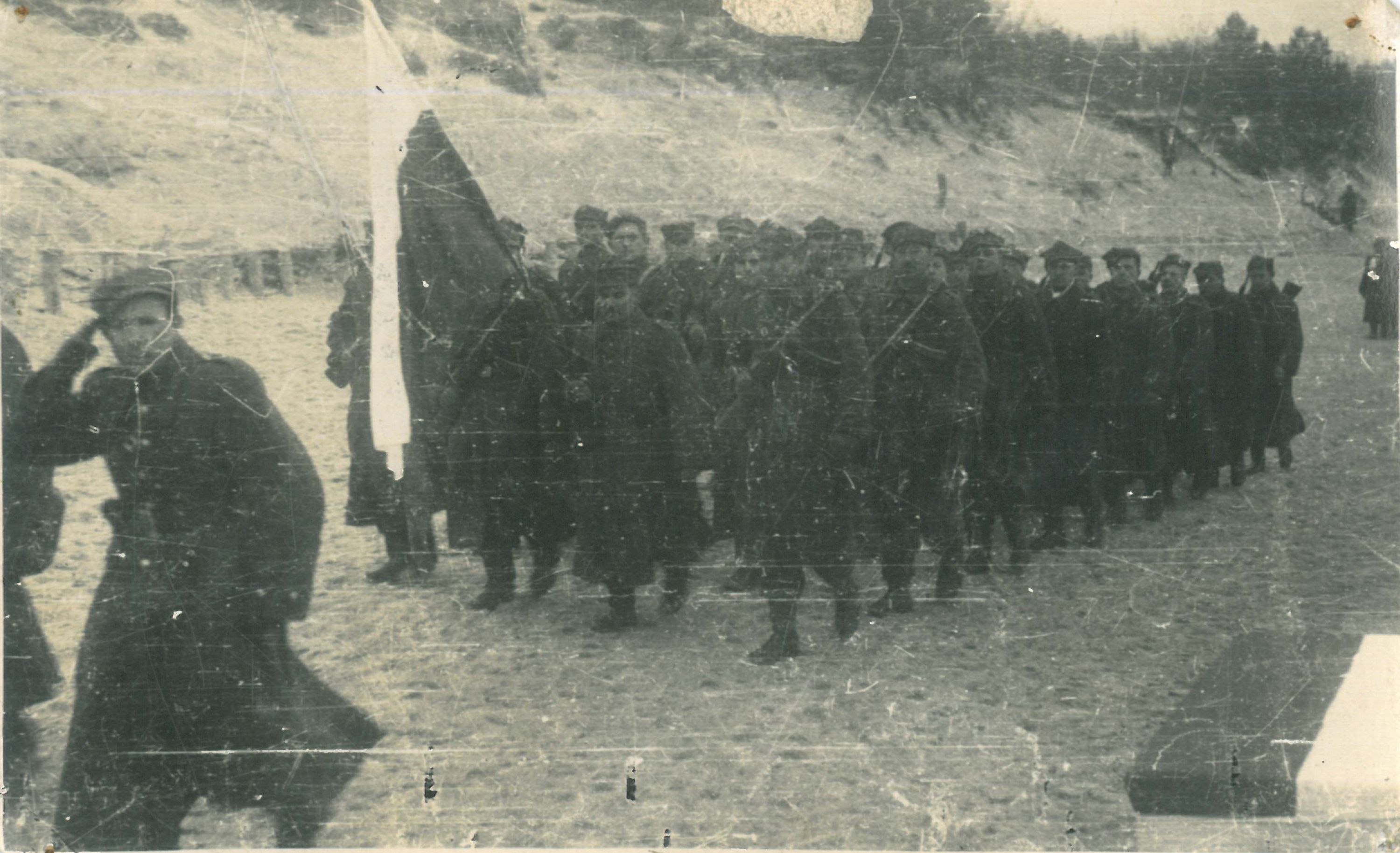
Defilada żołnierzy 5. Brygady Artylerii Ciężkiej po zdobyciu Kołobrzegu

15 marca na redę kołobrzeską przybyły ze Świnoujścia, wezwane drogą radiową, posiłki niemieckie. Działanie lotnictwa polskiego, z powodu gęstej mgły, nie mogło przeszkodzić w desantowaniu. Mimo ognia artylerii desant zdołał wylądować i wykonał silne kontrataki, które odparto.
W nocy z 17 na 18 marca, po przegrupowaniu oddziałów i przygotowaniu artyleryjskim, rozpoczął się generalny szturm trzeciego pierścienia obrony. W godzinach rannych zostały zdobyte rejon stacji kolejowej i port. Nieprzyjacielowi udało się część sił ewakuować morzem. Reszta została zniszczona lub wzięta do niewoli (około 8000 jeńców). Własne straty wyniosły 1206 poległych i zaginionych bez wieści oraz około 2500 rannych.
Po walkach na kołobrzeskiej plaży odbyły się uroczyste zaślubiny Polski z morzem.

## Upamiętnienie
Walki żołnierzy polskich o Kołobrzeg zostały upamiętnione na Grobie Nieznanego Żołnierza w Warszawie, napisem na jednej z tablic po 1945 r. i po 1990 r. "KOŁOBRZEG 8 – 18 III 1945" oraz napisem "KOŁOBRZEG" na zniczu Grobu Nieznanego Żołnierza w Krakowie.

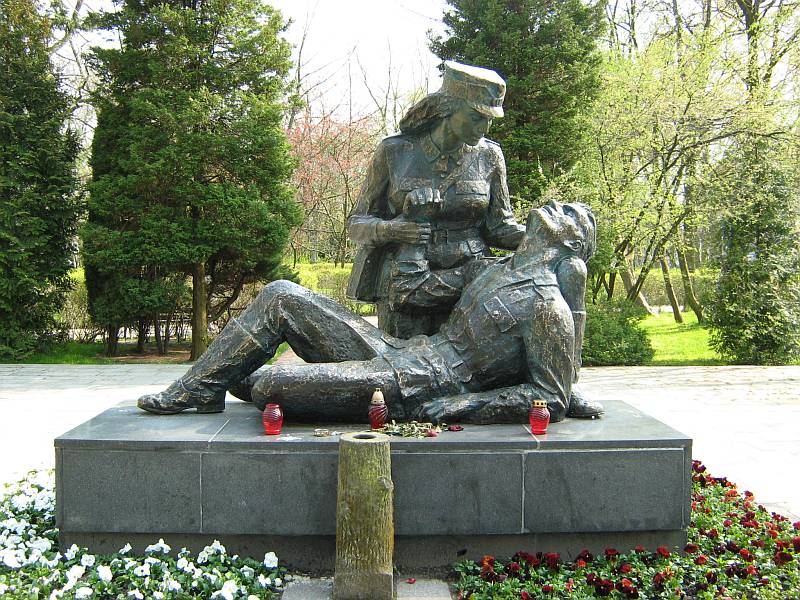
Pomnik Sanitariuszki w Kołobrzegu
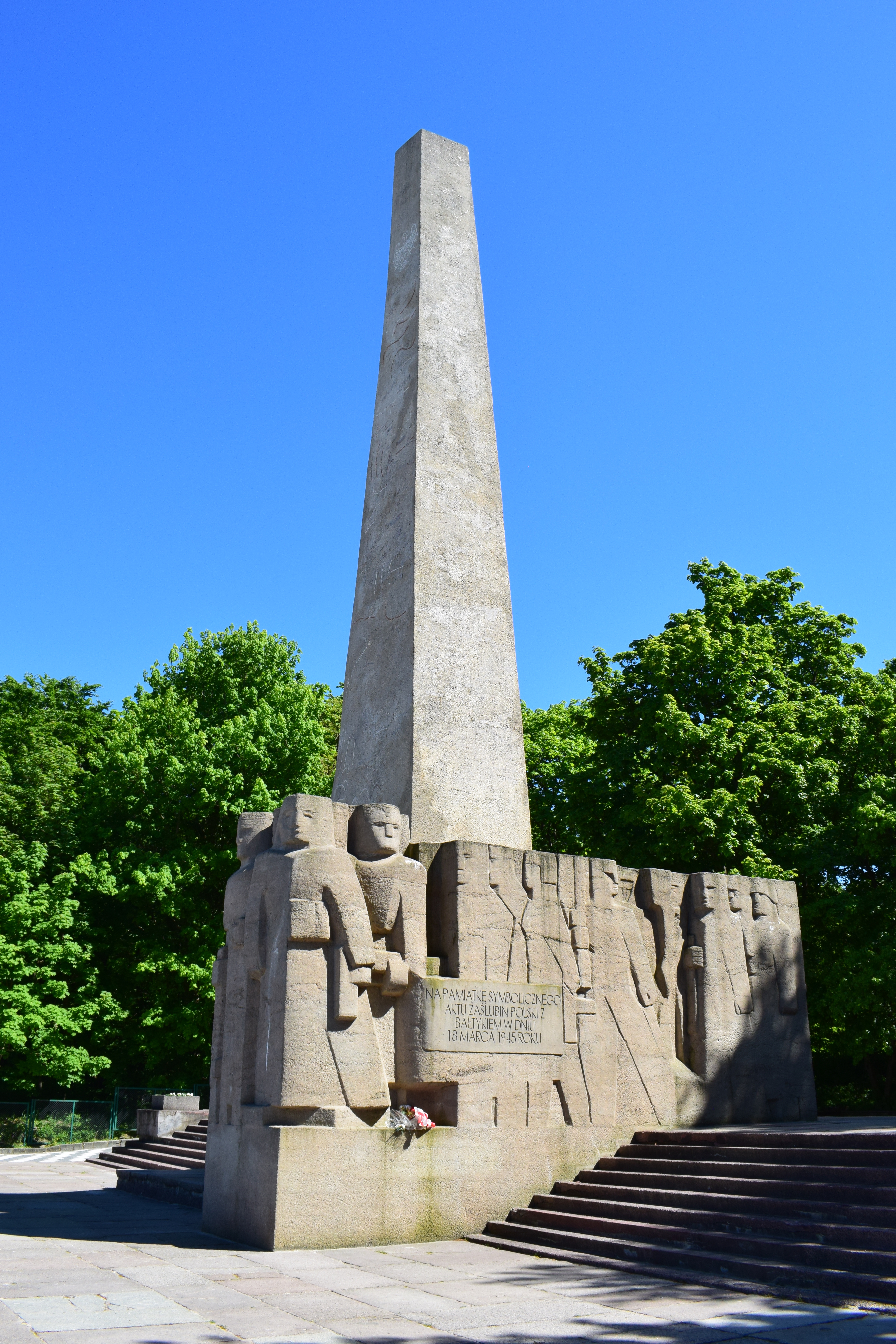
Pomnik Zaślubin Polski z Morzem